# Thanatosz
Thanatosz (görögül: θάνατος, halál) a Halál megtestesítője a görög mitológiában. Nüx, az Éj istennőjének apa nélkül született fia és Hüpnosz, az Álom istenének ikertestvére; közös tartaroszi palotájuk a sötétség otthona. Felesége Meropé, aki vagy Héliosz, vagy Oinopión leánya. Thanatosz feladata az volt, hogy a Moirák által meghatározott időben jelenjen meg a halandónál, kardjával vágjon le egy tincset a hajából, majd ragadja meg lelkét és adja át Hermésznek, aki a holtat az Alvilágba kíséri. Thanatosz a római mitológiában Mors istennel azonosítható.

## Alakja a művészetben
Thanatoszt, a Halált kezdetben erőteljes, kardot viselő, lángarcú, rémületes, vad alakként ábrázolták, megjelenését gyűlölet és fájdalom kísérte. Később, a hellenizmusban, amikor a halál utáni élet, Elízium és a túlvilág képzete kialakult, alakja idealizálódott és ikertestvéréhez hasonlóan szárnyas, meztelen ifjúként jelenítették meg: Hüpnosz a fején viselte szárnyait, Thanatosz a vállán. Egyes ábrázolásokon Thanatosz alakja körül pillangók – a lélek képi megszemélyesítői – röpködnek, kezében koszorút, fáklyát, vagy kardot tart.
Thanatosz, kit még az istenek is elkerültek, csak ritkán jelenik meg a görög mítoszokban. Egyik legismertebb, személyével kapcsolatos monda, amikor Sziszüphosz thesszáliai királyt Zeusz parancsára maga kísérte a holtak birodalmába. Ám az agyafúrt és gátlástalan Sziszüphosz csellel megbilincselte és egy hordóba zárta Thanatoszt. Az isteni rend felborult, mert nem volt, aki beteljesítse a halált. Thanatosz Arész segítségével szabadult ki csúfos börtönéből, majd az istenekkel dacoló Sziszüphosz is elnyerte büntetését: egy hatalmas követ kellett egy hegy tetejére felgörgetnie, de amint célhoz ért volna, a kő mindig visszagörgött. E történetet Homérosz, Szophoklész, Ovidius és Hyginus is megörökítette, korunk szerzői közül pedig Camus Sziszüphosz mítosza című filozofikus művében olvashatunk Thanatosz alakjáról.
Másik fontos szerepe Héraklész legendáriumában van, ahol Héraklész Alkésztisz életét mentette meg azzal, hogy megküzdöttek egymással.

## Thanatosz a pszichológiában
Thanatosz – halálösztön vagy destrukciós ösztön: „Freud által bevezetett kifejezés az olyan élmény- és viselkedésformák (tudattalan) mozgató okaira, amelyek másokra irányuló gyűlöletben, ellenszenvben vagy agresszióban, illetve a saját személyre vonatkozó gyűlöletben vagy pusztításban nyilvánulnak meg.” Freud két ellentétes alapösztön működését feltételezte: Erósz (a létfenntartás, a nemi ösztön) és Thanatosz (a halálösztön, az élet elpusztítása). Úgy vélte, hogy a normális viselkedésben mindkettő folyamatosan jelen van, sőt minden „ösztönrezdülés” e két ösztön különböző arányú keveredéséből jön létre. Ezen ösztönökből származó energiák azon biológiai eredetű motivációk, amelyek a személyiség működésének meghatározói. Erósz energiája a libidó, Thanatosz energiája az agresszió és a pusztítás.